# Economia das Bermudas
A Economia de Bermudas é baseada na prestação de serviços financeiros e no turismo de luxo. Bermudas possui baixas taxas de impostos sobre seu rendimento e um sistema jurídico seguro, derivado do Reino Unido, o que faz com que leve vantagem na economia global. Desfruta de uma das mais altas renda per capita do mundo, 50% maior que a dos EUA.
Em Bermudas se concentram diversas empresas de Resseguro, que instalaram-se no país após os Ataques de 11 de setembro em 2001 e a passagem do Furacão Katrina, em 2005, ano em que o PIB do país chegou a US$ 4,857 bilhões.
O setor de turismo também é considerado o segundo mais importante. Devido principalmente a proximidade com os EUA e seu alto padrão, 80% dos visitantes são estadunidenses.
Os setores primário e secundário têm pouca participação na economia bermudense. A maior parte dos bens, máquinas e alimentos são importados, e apenas 20% do seu território é destinado a agricultura.
Sua moeda, o Dólar de Bermudas, possui câmbio igual ao do dólar americano.